# طرخان پاشا پرمتی
طرخان پاشا پرمتی (انگلیسی: Turhan Pasha Përmeti؛ ۱۹ دسامبر ۱۸۴۶ – ۱۸ فوریه ۱۹۲۷) سیاستمدار اهل آلبانی-عثمانی بود. وی از مارس تا سپتامبر ۱۹۱۴ میلادی نخست‌وزیر آلبانی بوده‌است.